# Jayne Kennedy
Jayne Kennedy Overton (Washington D. C., 27 de octubre de 1951) es una actriz, modelo, comentarista deportiva y escritora estadounidense, ganadora de un Premio NAACP Image en 1982 por su interpretación de Julie Winters en la película de 1981 Body and Soul, protagonizada junto a su esposo Leon Isaac Kennedy.

## Filmografía

### Cine y televisión
- Group Marriage — Judy (1973)
- Ironside  (TV, 1973)
- Banacek (TV, 1974)
- Sanford and Son (TV, 1974)
- The Six Million Dollar Man (TV, 1975)
- Let's Do It Again — Chica en la fábrica (1975)
- The Rockford Files (TV, 1976)
- The Muthers — Serena (1976)
- Big Time — Shana Baynes (1977)
- Wonder Woman (TV, 1977)
- Fighting Mad — Maria Russell (1978)
- Mysterious Island Of Beautiful Women — Chocolate (TV, 1979)
- Chips (TV, 1980, 1981)
- The Love Boat (TV, 1981)
- Body and Soul  — Julie Winters (1981)
- Diff'rent Strokes (TV, 1983)
- Benson (TV, 1986)
- 227 (TV, 1986)